# David Watson
Pour les articles homonymes, voir David Watson (homonymie) et Watson.
David Watson est un footballeur international anglais né le 5 octobre 1946 à Stapleford.

## Carrière
- 1966-1968 : Notts County  Angleterre
- 1968-1971 : Rotherham United  Angleterre
- 1970-1975 : Sunderland  Angleterre
- 1975-1979 : Manchester City  Angleterre
- 1979-1980 : Werder Brême  Allemagne
- 1979-1982 : Southampton  Angleterre
- 1981-1983 : Stoke City  Angleterre
- 1982-1983 : Vancouver Whitecaps  Canada
- 1983-1984 : Derby County  Angleterre
- 1983-1984 : Fort Lauderdale Sun  États-Unis
- 1984-1985 : Notts County  Angleterre
- 1985-1986 : Kettering Town FC  Angleterre

## Palmarès
- Coupe d'Angleterre : 1973

- 65 sélections et 4 buts avec l'équipe d'Angleterre entre 1974 et 1982.